# 연인도 젖는 길거리
〈연인도 젖는 길거리〉(일본어: 恋人も濡れる街角 코이비토모 누레루 마치카도[*])는 일본에서 1982년 발표된 노래이다. 나카무라 마사토시의 17번째 싱글이다.
홍콩 영화 《파괴지왕》의 삽입곡 〈你是我心上人〉으로 리메이크 되었다. 